# 塩出英雄
塩出 英雄（しおで ひでお、1912年4月6日 - 2001年3月20日）は昭和-平成時代の日本画家。
明治45年（1912年）4月6日、広島県福山市生まれ。17歳の時美術に志を立て、1931(昭和6)年上京し姻戚関係にあった尾道出身の片山牧羊に日本画の手ほどきを受ける。同年 帝国美術学校（現・武蔵野美術大学）日本画科に入学。主に山口蓬春の指導を受けるかたわら、学科では同校の教頭金原省吾から東洋美学や東洋美術史、国文や漢文まで広く学び、その後金原が没する58年まで薫陶を受けることになる。また学外でも高楠順次郎に仏教学を学び、高楠が没する45年まで師事する。36年に美術学校を卒業するが、この間35年より奥村土牛に師事し、昭和12年（1937年）より院展で活躍。昭和25年（1950年）「泉庭」が日本美術院賞、昭和44年（1969年）「春山」が内閣総理大臣賞となる。昭和38年（1963年）母校・武蔵野美術大学教授。昭和59年（1984年）武蔵野美術大学名誉教授就任。昭和60年（1985年）、武蔵野美術学園学園長に就任。平成13年（2001年）3月20日死去。88歳。